# A Cuca
A Cuca est un tableau réalisé en 1924 par la peintre brésilienne Tarsila do Amaral. Cette huile sur toile de format horizontal se présente dans un encadrement en bois exécuté à la demande de l'artiste par le décorateur français Pierre Legrain, qui le garnit de cuir imitant une peau de serpent. Exécutée dans le style du mouvement Pau-Brasil, qui relève du modernisme brésilien, la peinture représente d'étranges animaux dans un paysage à la végétation luxuriante, parmi lesquels un crapaud et un tatou.
La composition est dominée par une créature orange plus grande que les autres. Il pourrait s'agir de la cuca désignée par le titre. Cette sorte de croque-mitaine du folklore brésilien est ici figurée d'après une sculpture que l'artiste a croisée.
Présentée au Salon du Franc, à Paris, en 1926, la toile demeure invendue au terme des enchères alors organisées au bénéfice de l'État français, qui la récupère d'office. Elle est ce faisant la première œuvre de la peintre à entrer dans une collection publique, et c'est en fait toujours la seule de sa main dans celle de la France. Partie du Fonds national d'art contemporain, elle se trouve en dépôt au musée de Grenoble, à Grenoble, depuis 1928.